# Eupithecia mandschurica
Eupithecia mandschurica là một loài bướm đêm trong họ Geometridae.